# ホムンクルス/Gift
「ホムンクルス/Gift」（ホムンクルス/ギフト）は、日本のシンガーソングライター・Vaundyの両A面シングル。自身2枚目のシングルとしてSDR / Sony Music Labelsより2024年8月14日にリリースされた。「ホムンクルス」は同年7月5日に配信リリースされ
、「Gift」も8月3日に配信リリースされた。

## 概要
本シングルのタイトル2曲は映画「僕のヒーローアカデミア THE MOVIE ユアネクスト」の主題歌として書き下ろされた。Vaundyが映画主題歌を担当するのは前作「タイムパラドックス」以来である。本作は完全生産限定の「ヒロアカ盤」のみのリリースとなっている。
6月18日、同作の主題歌にVaundyの楽曲「ホムンクルス」が使用されることが発表された。同楽曲は7月5日に配信リリースされ、それと同時に8月14日に「タイムパラドックス」以来2作目のCDシングルのリリースも発表された。配信ジャケットは映画のキャラクターデザイン・メイン作画監督の林祐己が担当し、作品の主人公・デクを線画で描いたものになっている。7月26日には山田孝之が出演するミュージック・ビデオが公開された。
8月2日の映画公開の日に、Vaundyが同作のエンディングテーマ曲として「Gift」を書き下ろしたことが明らかになった。「Gift」が8月14日発売のCDシングルにタイトル曲2曲目として収録されることが発表された。

## 収録曲

### CD
| 全作詞・作曲: Vaundy。 |                  |        |            |       |
| #                      | タイトル         | 作詞   | 作曲・編曲 | 時間  |
| 1.                     | 「ホムンクルス」 | Vaundy | Vaundy     | 03:51 |
| 2.                     | 「Gift」         | Vaundy | Vaundy     | 04:03 |
| 合計時間:              | 合計時間:        | 7:54   |            |       |

### 配信限定シングル
| 全作詞・作曲: Vaundy。 |                  |        |            |       |
| #                      | タイトル         | 作詞   | 作曲・編曲 | 時間  |
| 1.                     | 「ホムンクルス」 | Vaundy | Vaundy     | 03:51 |
| 合計時間:              | 合計時間:        | 3:51   |            |       |